# اولیانگ

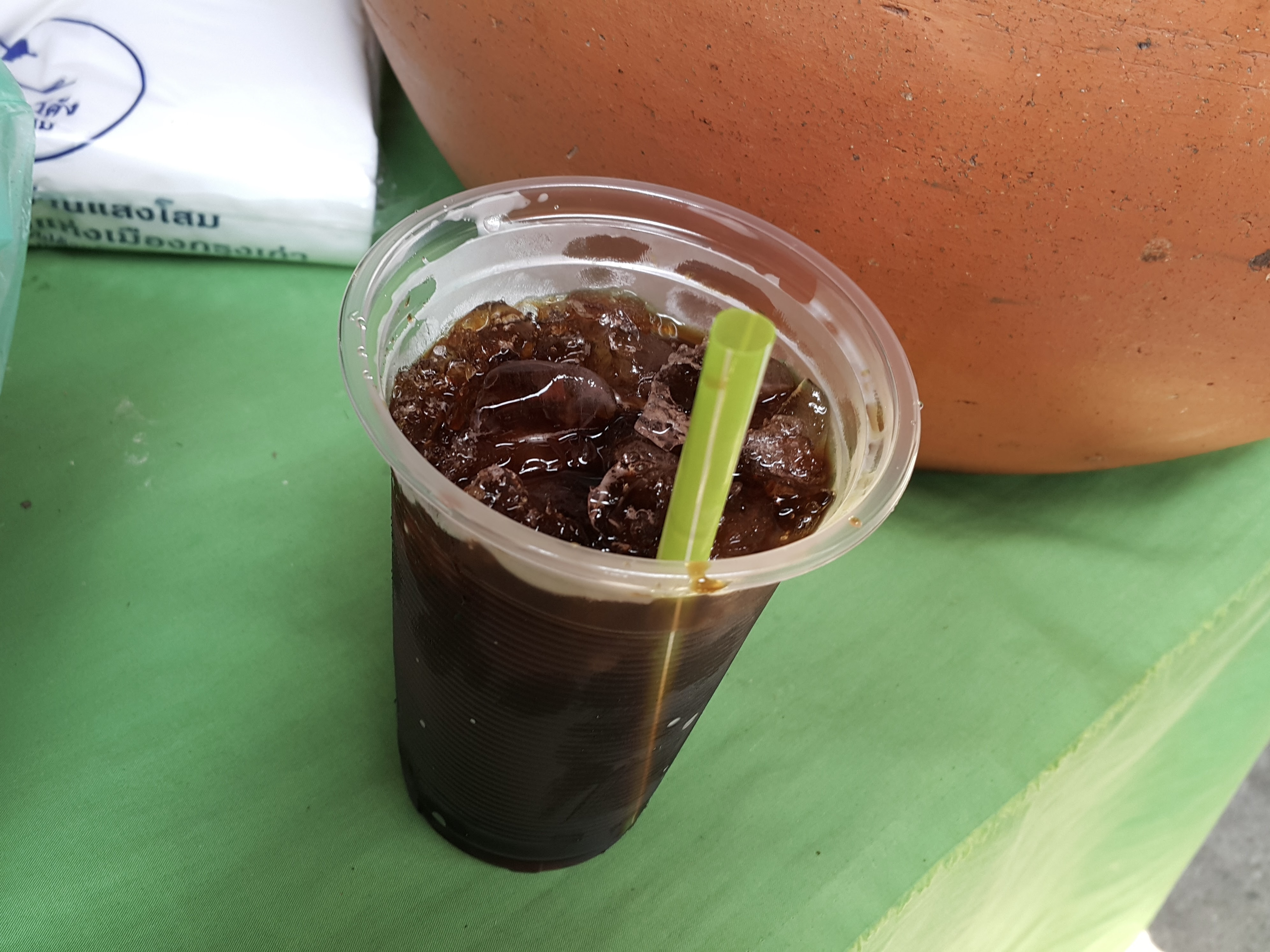
یک فنجان اولیانگ در استان آیوتایا

اولیانگ (تای: โอเลี้ยง) که معمولاً به عنوان آیس کافی تایلندی شناخته می‌شود، یک نوشیدنی محبوب در تایلنداست. اولیانگ از مخلوط قهوه روبوستا آسیاب‌شده، شکر قهوه ای و غلات و دانه‌های مختلفی مانند هل، ذرت، سویا، برنج و دانه‌های کنجد تهیه می‌شود. این نوشیدنی به خاطر عطر قهوه و نت‌های دودی دانه‌های رست شده، بسیار مشهور است.

## خاستگاه
نام اولیانگ از تلفظ چینی تئوچو 烏涼 گرفته شده است که در لغت به معنای «سیاه و یخ زده» است و به معجون آیس کافی سیاه اشاره دارد. تئوچوها اکثریت جمعیت چینی تایلند را تشکیل می‌دهند.